# Fernando Lamas
Pour les articles homonymes, voir Lamas.
Fernando Álvaro Lamas est un acteur et réalisateur argentin né le 9 janvier 1915 à Buenos Aires et mort le 8 octobre 1982 à Los Angeles. Son nom complet était Fernando Álvaro Lamas y de Santos.

## Carrière
Fernando Lamas était, dès 1942, un acteur connu en Argentine. En 1951, il a signé avec la Metro-Goldwyn-Mayer et s'est rendu aux États-Unis pour jouer des rôles de « séducteur latino » dans des films d'aventures et des comédies musicales.
Il a réalisé des séries télévisées, dont Mannix, Starsky et Hutch et Falcon Crest.

## Vie privée
Fernando Lamas a été marié quatre fois :
- Perla Mux (de 1940 à 1944), dont il a eu une fille.
- Lydia Barachi (de 1946 à 1952), dont il a eu une fille
- Arlene Dahl (de 1954 à 1960), dont il a eu un fils, l'acteur Lorenzo Lamas
- Esther Williams (de 1969 à 1982). Sans enfant

Il est mort d'un cancer du pancréas.

## Filmographie

### Cinéma
- 1942 : On the Last Floor
- 1943 : Stella
- 1943 : Southern Border
- 1945 : Villa rica del Espíritu Santo
- 1947 : Evasion
- 1947 : The Poor People's Christmas
- 1948 : Tango Returns to Paris
- 1948 : The Story of a Bad Woman
- 1948 : La Rubia Mireya
- 1949 : La Otra y yo
- 1949 : The Story of the Tango
- 1949 : The Unknown Father
- 1949 : Vidalita
- 1949 : Corrientes, calle de ensueños
- 1950 : Le Mousquetaire de la vengeance (The Avengers) de John H. Auer
- 1951 : Riche, jeune et jolie (Rich, yound and pretty)
- 1951 : L'Amant de Lady Loverly (The Law and the Lady)
- 1952 : La Veuve joyeuse (The Merry Widow)
- 1953 : La Fille qui avait tout (The Girl Who Had Everything)
- 1953 : Sangaree d'Edward Ludwig avec Arlene Dahl, Patricia Medina (se déroule après la Révolution)
- 1953 : Traversons la Manche (Dangerous When Wet)
- 1953 : The Diamond Queen de John Brahm avec Dahl, Gilbert Roland (se déroule au XVIIe siècle)
- 1954 : Jivaro/L'Appel de l'or d'Edward Ludwig avec Rhonda Fleming, Brian Keith (se déroule au Brésil)
- 1954 : Rose Marie musical de Mervyn LeRoy avec Ann Blyth, Howard Keel
- 1955 : The Girl Rush musical de Robert Pirosh avec Rosalind Russell, Eddie Albert
- 1960 : Le Monde perdu (The Lost World)
- 1962 : Duel of Fire/Duello nella sila d'Umberto Lenzi avec Liana Orfei
- 1963 : Revenge of the Musketeers de Fulvio Tului avec Gloria Milland
- 1963 : Magic Fountain de et avec Fernando Lamas, et Esther Williams
- 1965 : L'Enfer du Manitoba de Sheldon Reynolds (scénariste)
- 1967 : The Violent Ones de et avec Fernando Lamas, et Aldo Ray, David Carradine
- 1967 : Kill a Dragon : général Verdugo
- 1976 : Won Ton Ton, le chien qui sauva Hollywood (Won Ton Ton, the Dog Who Saved Hollywood) de Michael Winner
- 1978 : Le Privé de ces dames (The Cheap Detective) comédie policière de Robert Moore écrite par Neil Simon avec Peter Falk, Ann-Margret, Eileen Brennan, Stockard Channing, Louise Fletcher

### Télévision
Fernando Lamas débute à la télévision dans Hold Back the Dawn en 1954, mis en scène par Buzz Kulik, sur un scénario coécrit par Billy Wilder, au côté de Rosemary Clooney.
Il croise ensuite Rita Moreno, Shirley Temple, Red Skelton, Joseph Cotten, Vera Miles, Rod Taylor, Gene Barry dans L'Homme à la Rolls, Stefanie Powers dans Annie, agent très spécial (où il joue Salim Ibn Hydari), Robert Wagner dans Opération vol, Burt Reynolds dans Dan August en 1971, Jack Palance dans Bronk en 1976, Angie Dickinson dans Sergent Anderson ou encore Wayne Rogers dans la série comique House Calls en 1980. Lamas interprète un rôle régulier dans Match contre la vie (1965–1968) au côté de Ben Gazzara.
L'acteur joue dans de nombreuses séries westerns : Le Virginien, Laredo, Hondo, Chaparral, Opération danger, jusque dans La Conquête de l'Ouest en 1979.
Il apparaît aussi dans les séries Tarzan (avec Ron Ely), Mission impossible, Night Gallery de Rod Serling, Switch, Drôles de dames et La croisière s'amuse.
L'ancien partenaire de Lana Turner et Elizabeth Taylor s'illustre une dernière fois dans la mini-série Marchands de rêves de Vincent Sherman (1980) sur les débuts du cinématographe, qui révèle Mark Harmon et Morgan Fairchild.